# Altostratus undulatus
Altostratus undulatus (abreviere As un) este un nor de altitudine medie, varietate a genului de nori Altostratus cu aspect ondulatoriu.